# Ad-Dilli
Ad-Dali (arab. الدلي) – miejscowość w Syrii, w muhafazie Dara. W 2004 roku liczyła 1271 mieszkańców.